# Meilenstein (Jeber-Bergfrieden)

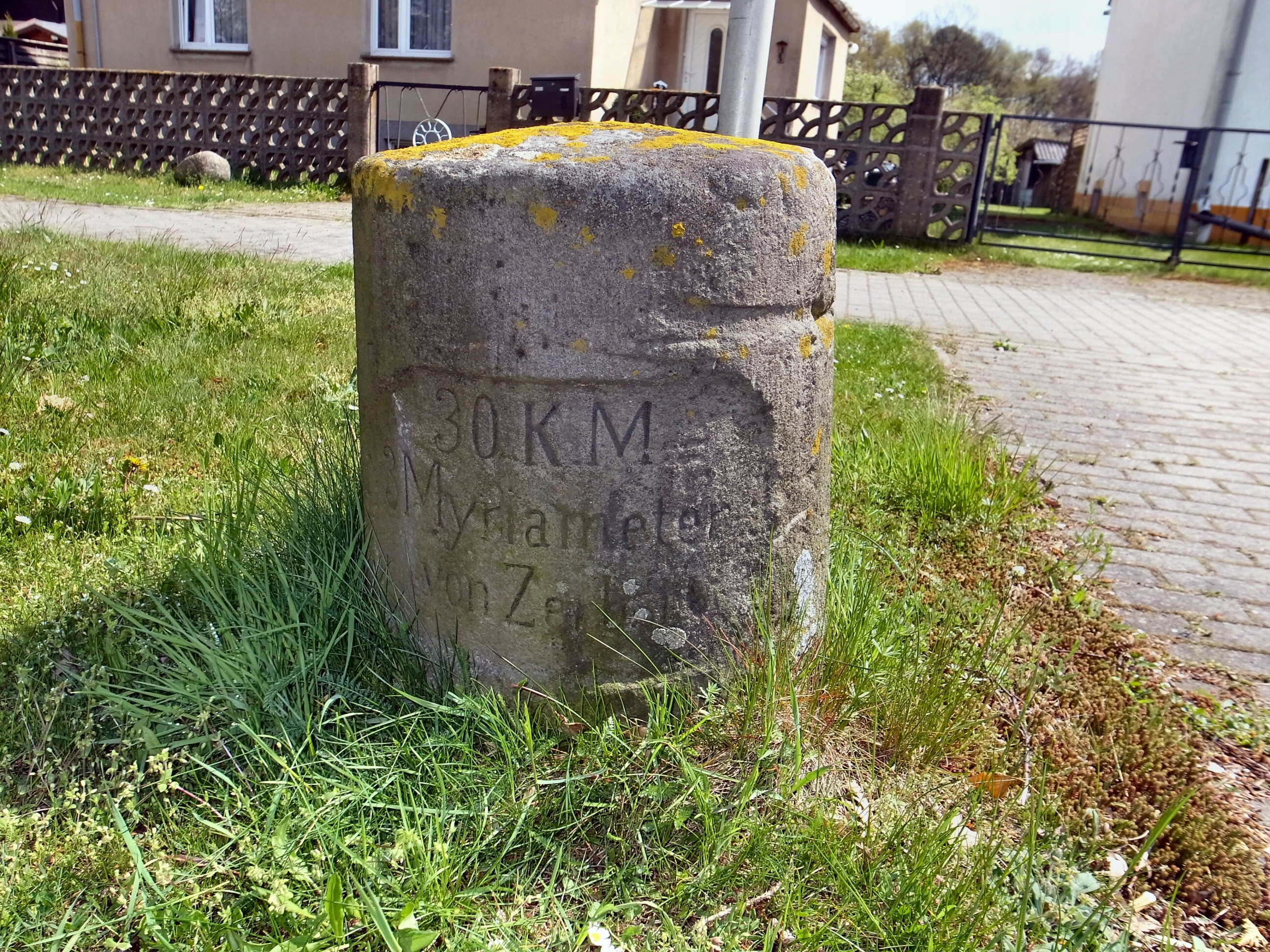
Meilenstein Jeber-Bergfrieden

Der Meilenstein in Jeber-Bergfrieden ist ein Kleindenkmal in der Stadt Coswig (Anhalt) im Landkreis Wittenberg in Sachsen-Anhalt. Er steht unter Denkmalschutz, ist aber bisher nicht im Denkmalverzeichnis eingetragen.

## Lage
Im Süden des Ortes gegenüber der Mündung des Siedlungsweges an der Landesstraße 120.

## Geschichte und Gestalt
Obwohl die Geschichte der Meilensteine in Anhalt gut erforscht ist, konnte bisher nicht geklärt werden, wieso der Stein von Jeber-Bergfrieden die Angabe 30 KM / 3 Myriameter / von Zerbst trägt. Bekannt ist, dass in den frühen 1850er Jahren an den wichtigeren Straßen Anhalts Meilensteine gesetzt wurden. Die Abstände zueinander betrugen 7532 Meter, was einer preußischen Meile entsprach, die bereits im Jahr 1841 als offizielles Längenmaß eingeführt wurde.
Diese wurden Anfang der 1870er Jahre nach einer Neuvermessung des Landes auf der Grundlage der neuen Meile (7500 Meter lang) umversetzt, aber bereits kurz darauf löste der Kilometer die Meile als Längenmaß ab, so dass eine erneute Vermessung notwendig wurde, die auch zur erneuten Umversetzung der Steine führte. Typisch für den Bereich nördlich von Dessau sind sogenannte Myriametersteine, also Steine aller 10.000 Meter. Der Nullpunkt der ersten und zweiten Vermessung war das Residenzschloss Dessau, dieses ist auf direktem Weg aber nur 20 Kilometer entfernt. Da dies fast genau zutrifft, wurde der Stein entweder nach dem Verlust des Originals hierher versetzt oder aber unsachgemäß restauriert, wobei aus der 20 eine 30 wurde. 
Der Bezug auf Zerbst/Anhalt erfolgte erst im Rahmen der dritten Vermessung Anhalts, die nach dem Jahr 1874 anzusiedeln ist. Über diese Vermessung liegen keine genauen Angaben vor, doch scheint sie am Roland auf dem Markt von Zerbst begonnen zu haben. Von diesem Punkt steht der Stein etwas mehr als 21 Kilometer entfernt, so dass auch dies keine Erklärung liefert. Da die folgenden Stein gen Coswig keine lesbaren Inschriften besitzen, muss diese Frage vorerst offen bleiben.
Der 75 Zentimeter hohe Granitstein ist wie alle anhaltischen Meilensteine ein Rundsockelstein. Zuletzt wurde die Inschrift im Jahr 2000 ausgebessert, sie wird aber schon 1995 mit 30 KM wiedergegeben. Zudem wurde er bereits im November 1979 erstmals fotografisch dokumentiert.